# Kalkkokerwormen
Kalkkokerwormen (Serpulidae) zijn een familie van borstelwormen.

## Taxonomie
De volgende taxa zijn bij de familie ingedeeld:
- Geslacht Apomatus Philippi, 1844
- Geslacht Bathyditrupa Kupriyanova, 1993
- Geslacht Bathyvermilia Zibrowius, 1973
- Geslacht Brochus Brown, 1827
- Geslacht Carpathiella †
- Geslacht Cementula Nielsen, 1931 †
- Geslacht Chitinopoma Levinsen, 1884
- Geslacht Chitinopomoides Benham, 1927
- Geslacht Conorca Regenhardt, 1961 †
- Geslacht Crozetospira Rzhavsky, 1997
- Geslacht Crucigera Benedict, 1887
- Geslacht Cyenoserpula Ziegler, 1984 †
- Geslacht Dasynema de Saint-Joseph, 1894
- Geslacht Ditrupa Berkeley, 1835
- Geslacht Dorsoserpula Parsch, 1956 †
- Geslacht Eulaeospira Pillai, 1970
- Geslacht Ficopomatus Southern, 1921
- Geslacht Filograna Berkeley, 1835
- Geslacht Filogranella Ben-Eliahu & Dafni, 1979
- Geslacht Filogranula Langerhans, 1884
- Geslacht Floriprotis Uchida, 1978
- Geslacht Flucticularia Regenhardt, 1961 †
- Geslacht Galeolaria Lamarck, 1818
- Geslacht Genicularia Quenstedt, 1858 †
- Geslacht Gynaeconitis Regenhardt, 1961 †
- Geslacht Hyalopomatus Marenzeller, 1878
- Geslacht Hydroides Gunnerus, 1768
- Geslacht Janita Saint Joseph, 1894
- Geslacht Josephella Caullery & Mesnil, 1896
- Geslacht Kimberleya Pillai, 2009
- Geslacht Laminatubus ten Hove & Zibrowius, 1986
- Geslacht Laqueoserpula Lommerzheim, 1979 †
- Geslacht Mammetuba Ghare & Vartak, 1984 †
- Geslacht Marifugia Absolon & Hrabe, 1930
- Geslacht Metavermilia Bush, 1905
- Geslacht Microprotula Uchida, 1978
- Geslacht Mucroserpula Regenhardt, 1961 †
- Geslacht Neomicrorbis Rovereto, 1904
- Geslacht Neovermilia Day, 1961
- Geslacht Nogrobs Montfort, 1808 †
- Geslacht Omphalopomopsis Saint-Joseph, 1894
- Geslacht Pannoserpula Jaeger, Kapitzke & Rieter, 2001 †
- Geslacht Paraprotis Uchida, 1978
- Geslacht Parsimonia Regenhardt, 1961 †
- Geslacht Paumotella Chamberlin, 1919
- Geslacht Pentaditrupa Regenhardt, 1961 †
- Geslacht Peraserpula Regenhardt, 1961 †
- Geslacht Placostegus Philippi, 1844
- Geslacht Pomatostegus Schmarda, 1861
- Geslacht Proliserpula Regenhardt, 1961 †
- Geslacht Propomatoceros Ware, 1975 †
- Geslacht Protectoconorca Jäger, 1983 †
- Geslacht Protis Ehlers, 1887
- Geslacht Protula Risso, 1826
- Geslacht Pseudochitinopoma Zibrowius, 1969
- Geslacht Pseudoprotula Pillai, 2009
- Geslacht Pseudovermilia Bush, 1907
- Geslacht Pyrgopolon de Montfort, 1808
- Geslacht Rhodopsis Bush, 1905
- Geslacht Rotularia Defrance, 1827 †
- Geslacht Ruxingella Stiller, 2000 †
- Geslacht Salmacina Claparède, 1870
- Geslacht Salmacinoidea Katto, 1977 †
- Geslacht Sarcinella Regenhardt, 1961 †
- Geslacht Semivermilia ten Hove, 1975
- Geslacht Serpula Linnaeus, 1758
- Geslacht Sinoditrupa Yu & Wang, 1981 †
- Geslacht Spiraserpula Regenhardt, 1961
- Geslacht Spirobranchus Blainville, 1818
- Geslacht Spirodiscus Fauvel, 1909
- Geslacht Tanturia Ben-Eliahu, 1976
- Geslacht Triditrupa Regenhardt, 1961 †
- Geslacht Turbocavus Prentiss, Vasileiadou, Faulwetter, Arvanitidis & ten Hove, 2014
- Geslacht Vepreculina Regenhardt, 1961 †
- Geslacht Vermiliopsis Saint-Joseph, 1894
- Geslacht Vitreotubus Zibrowius, 1979
- Geslacht Weixiserpula †
- Geslacht Zibrovermilia Kupriyanova & Ippolitov, 2015
- Onderfamilie Spirorbinae Chamberlin, 1919
  - Geslacht Anomalorbis Vine, 1972
  - Geslacht Bipygmaeus Regenhardt, 1961 †
  - Geslacht Charybs Montfort, 1810 in Mörch, 1863
  - Tribus Circeini
    - Geslacht Circeis Saint-Joseph, 1894
    - Geslacht Paradexiospira Caullery & Mesnil, 1897

  - Tribus Januini Knight-Jones, 1978
    - Geslacht Janua Saint-Joseph, 1894
    - Geslacht Leodora Saint-Joseph, 1894
    - Geslacht Neodexiospira Pillai, 1970
    - Geslacht Pillaiospira Knight-Jones, 1973
    - Geslacht Paralaeospirini Knight-Jones, 1978
    - Geslacht Paralaeospira Caullery & Mesnil, 1897

  - Tribus Pileolariini
    - Geslacht Amplicaria Knight-Jones, 1984
    - Geslacht Bushiella Knight-Jones, 1973
    - Geslacht Nidificaria Knight-Jones, 1984
    - Geslacht Pileolaria Claparède, 1868
    - Geslacht Protoleodora Pillai, 1970
    - Geslacht Simplaria Knight-Jones, 1984
    - Geslacht Vinearia Knight-Jones, 1984

  - Tribus Romanchellini P. Knight-Jones, 1978
    - Geslacht Helicosiphon Gravier, 1907
    - Geslacht Knightjonesia Pillai, 2009
    - Geslacht  Metalaeospira Pillai, 1970
    - Geslacht Protolaeospira Pixell, 1912
    - Geslacht Romanchella Caullery & Mesnil, 1897

  - Tribus Spirorbini Chamberlin, 1919
    - Geslacht Spirorbis Daudin, 1800